# Lijst van voetbalinterlands Congo-Brazzaville - Egypte
Deze lijst van voetbalinterlands is een overzicht van alle officiële voetbalwedstrijden tussen de nationale teams van Congo-Brazzaville en Egypte. De Afrikaanse landen hebben tot op heden acht keer tegen elkaar gespeeld. De eerste ontmoeting was een wedstrijd tijdens de Afrikaanse Spelen 1973 op 10 januari 1973 in Ibadan (Nigeria). Het laatste duel, een kwalificatiewedstrijd voor het Wereldkampioenschap voetbal 2018, werd gespeeld op 8 oktober 2017 in Alexandrië.

## Wedstrijden
| № | Plaats      | Datum             | Competitie                   | Wedstrijd                  | Uitslag |
| - | ----------- | ----------------- | ---------------------------- | -------------------------- | ------- |
| 1 | Ibadan      | 10 januari 1973   | Afrikaanse Spelen 1973       | Egypte − Congo-Brazzaville | 3 − 1   |
| 2 | Caïro       | 11 maart 1974     | Afrika Cup 1974              | Egypte − Congo-Brazzaville | 4 − 0   |
| 3 | Brazzaville | 10 april 1983     | Afrika Cup 1984 kwalificatie | Congo-Brazzaville − Egypte | 2 − 0   |
| 4 | Caïro       | 22 april 1983     | Afrika Cup 1984 kwalificatie | Egypte − Congo-Brazzaville | 2 − 0   |
| 5 | Harare      | 15 september 1995 | Afrikaanse Spelen 1995       | Egypte − Congo-Brazzaville | 2 − 0   |
| 6 | Sharjah     | 12 oktober 2012   | Vriendschappelijk            | Egypte − Congo-Brazzaville | 3 − 0   |
| 7 | Brazzaville | 9 oktober 2016    | WK 2018 kwalificatie         | Congo-Brazzaville − Egypte | 1 − 2   |
| 8 | Alexandrië  | 8 oktober 2017    | WK 2018 kwalificatie         | Egypte − Congo-Brazzaville | 2 − 1   |

## Samenvatting
| Competitie              | Totaal gespeeld | Winst Congo-Brazzaville | Gelijk | Winst Egypte | Doelsaldo Congo-Brazzaville – Egypte |
| ----------------------- | --------------- | ----------------------- | ------ | ------------ | ------------------------------------ |
| WK-kwalificatie         | 2               | 0                       | 0      | 2            | 2 − 4                                |
| Afrika Cup              | 1               | 0                       | 0      | 1            | 0 − 4                                |
| Afrika Cup-kwalificatie | 2               | 1                       | 0      | 1            | 2 − 2                                |
| Afrikaanse Spelen       | 2               | 0                       | 0      | 2            | 1 − 5                                |
| Vriendschappelijk       | 1               | 0                       | 0      | 1            | 0 − 3                                |
| Totaal                  | 8               | 1                       | 0      | 7            | 5 − 18                               |

Wedstrijden bepaald door strafschoppen worden, in lijn met de FIFA, als een gelijkspel gerekend.
FCF · 
Vrouwenelftal van Congo-Brazzaville
1960–1969 ·
1970–1979 ·
1980–1989 ·
1990–1999 ·
2000–2009 ·
2010–2019 ·
2020−2029
1960 ·
1961 ·
1962 ·
1963 ·
1964 · 
1965 ·
1966 · 
1967 ·
1968 · 
1969 ·
1970 · 
1971 ·
1972 · 
1973 ·
1974 · 
1975 · 
1976 ·
1977 · 
1978 ·
1979 ·
1979 · 
1980 ·
1980 · 
1981 ·
1982 ·
1983 ·
1984 · 
1985 ·
1986 · 
1987 ·
1988 · 
1989 ·
1990 · 
1991 ·
1992 · 
1993 ·
1994 · 
1995 ·
1996 · 
1997 ·
1998 · 
1999 ·
2000 · 
2001 ·
2002 · 
2003 ·
2004 · 
2005 · 
2006 ·
2007 · 
2008 ·
2009 · 
2010 · 
2011 ·
2012 · 
2013 · 
2014 ·
2015 ·
2016 ·
2017 ·
2018 ·
2019 ·
2020 ·
2021 ·
2022 ·
2023
Algerije ·
Angola ·
Benin ·
Burkina Faso ·
Burundi ·
Canada ·
Centraal-Afrikaanse Republiek ·
Congo-Kinshasa ·
Egypte ·
Equatoriaal-Guinea ·
Ethiopië ·
Gabon ·
Gambia ·
Ghana ·
Guinee ·
Guinee-Bissau ·
Ivoorkust ·
Kaapverdië ·
Kameroen ·
Kenia ·
Liberia ·
Libië ·
Madagaskar ·
Malawi ·
Mali ·
Marokko ·
Mauritanië ·
Mauritius ·
Mozambique ·
Namibië ·
Niger ·
Nigeria ·
Noord-Korea ·
Oeganda ·
Rwanda ·
Sao Tomé en Principe ·
Saoedi-Arabië ·
Senegal ·
Sierra Leone ·
Soedan ·
Swaziland ·
Tanzania ·
Thailand ·
Togo ·
Tsjaad ·
Tunesië ·
Zambia ·
Zimbabwe ·
Zuid-Afrika ·
Zuid-Soedan
EFA · A-internationals · Selecties · Bondscoaches · Egyptisch vrouwenelftal · Olympisch elftal · Egypte U21 · Egypte U20 · Egypte U19 · Egypte U18 · Egypte U17
1920 – 1929 · 
1930 – 1939 · 
1940 – 1949 · 
1950 – 1959 · 
1960 – 1969 · 
1970 – 1979 · 
1980 – 1989 · 
1990 – 1999 · 
2000 – 2009 · 
2010 – 2019 ·
2020 − 2029
WK 1934 · 
WK 1990 · 
WK 2018
OS 1924 · 
OS 1928 · 
OS 1936 · 
OS 1948 · 
OS 1952 · 
OS 1960 · 
OS 1964 · 
OS 1968 · 
OS 1992 · 
OS 2012 · 
OS 2020
1920 · 
1921–1923 · 
1924 · 
1925–1927 · 
1928 · 
1929–1931 · 
1932 · 
1933 · 
1934 · 
1935 · 
1936 · 
1937–1947 · 
1948 · 
1949 · 
1950 · 
1952 · 
1952 · 
1953 · 
1954 · 
1955 · 
1956 · 
1957 · 
1958 · 
1959 · 
1960 · 
1961 · 
1962 · 
1963 · 
1964 · 
1965 · 
1966 · 
1967 · 
1968 · 
1969 · 
1970 · 
1971 · 
1972 · 
1973 · 
1974 · 
1975 · 
1976 · 
1977 · 
1978 · 
1979 · 
1980 · 
1981 · 
1982 · 
1983 · 
1984 · 
1985 · 
1986 · 
1987 · 
1988 · 
1989 · 
1990 · 
1991 · 
1992 · 
1993 · 
1994 · 
1995 · 
1996 · 
1997 · 
1998 · 
1999 · 
2000 · 
2001 · 
2002 · 
2003 · 
2004 · 
2005 · 
2006 · 
2007 · 
2008 · 
2009 · 
2010 · 
2011 · 
2012 ·
2013 ·
2014 ·
2015 ·
2016 ·
2017 ·
2018 ·
2019 ·
2020 ·
2021 ·
2022 ·
2023 ·
2024
Algerije ·
Angola ·
Argentinië ·
Australië ·
Bahrein ·
België ·
Benin ·
Bolivia ·
Bosnië en Herzegovina ·
Botswana ·
Brazilië ·
Bulgarije ·
Burkina Faso ·
Burundi ·
Canada ·
Centraal-Afrikaanse Republiek ·
Chili ·
China ·
Colombia ·
Comoren ·
Congo-Brazzaville ·
Congo-Kinshasa ·
DDR ·
Denemarken ·
Djibouti ·
Duitsland ·
Engeland ·
Equatoriaal-Guinea ·
Estland ·
Ethiopië ·
Finland ·
Frankrijk ·
Gabon ·
Georgië ·
Ghana ·
Griekenland ·
Guinee ·
Guinee-Bissau ·
Hongarije ·
Ierland ·
Indonesië ·
Irak ·
Iran ·
Italië ·
Ivoorkust ·
Jamaica ·
Japan ·
Jemen ·
Joegoslavië ·
Jordanië ·
Kaapverdië ·
Kameroen ·
Kenia ·
Koeweit ·
Kroatië ·
Libanon ·
Liberia ·
Libië ·
Litouwen ·
Luxemburg ·
Madagaskar ·
Malawi ·
Mali ·
Malta ·
Marokko ·
Mauritanië ·
Mauritius ·
Mexico ·
Mozambique ·
Namibië ·
Nederland ·
Nieuw-Zeeland ·
Niger ·
Nigeria ·
Noord-Korea ·
Noord-Macedonië ·
Noorwegen ·
Oeganda ·
Oman ·
Oostenrijk ·
Palestina ·
Polen ·
Portugal ·
Qatar ·
Roemenië ·
Rusland ·
Rwanda ·
Saoedi-Arabië ·
Schotland ·
Senegal ·
Sierra Leone ·
Slowakije ·
Soedan ·
Somalië ·
Spanje ·
Swaziland ·
Syrië ·
Tanzania ·
Thailand ·
Togo ·
Trinidad en Tobago ·
Tsjaad ·
Tsjecho-Slowakije ·
Tunesië ·
Turkije ·
Uruguay ·
Verenigde Arabische Emiraten ·
Verenigde Staten ·
Wit-Rusland ·
Zambia ·
Zimbabwe ·
Zuid-Afrika ·
Zuid-Jemen ·
Zuid-Korea ·
Zuid-Soedan ·
Zweden ·
Zwitserland
Kameroen (2017) ·
Rusland (2018) ·
Saoedi-Arabië (2018) ·
Uruguay (2018)